# Манкала
Манкала је заједнички назив за игре на табли која се игра у двоје највише у Африци, али и у Азији и Америци. То је друштвена игра мисаоног карактера и логичко-математичке комбинаторике.
Народ Догони у Малију је назива једноставно И, Ашанти је зове оваре, а народ Бауле из Обале Слоноваче авале, у Анголи је зову мбау, мађи у Бенину, мангола у Конгу, по у Либерији, чоро у Судану, банко орил на Зеленортским острвима, гуити у Кенији итд.

## Основни аспекти игре
За Манкалу потребна је подлога на којој су јасно означена удубљења и пиони сличних величина. Играју је два играча или два тима играча. Игра се одрећеним бројем пиона који се током игре померају најчешће у правцу казаљке на сату. Играчи узимају пионе који се налазе у једном од удубљења и спуштају их редом у суседна удубљења. Циљ игре је освојити што више пиона и онемогућити кретање другом играчу. Игра спада у ред тешких мисаоних игара.
Иако по изгледу једноставна, табла за макалу представља свакодневницу људи на селу. Она кријем систем знакова који откривају тесну повезаност манкале са плодношћу земље, гајењем животиња или сексуалном активношћу човека. Удубљења се често називају „поља”, а пиуни „семенке”. Радња којом се узимају противнички пиуни у неким етничким заједницама се назива „једење” или „отимање крава”. Феминистикиња и академик из Уганде, др Силвија Тамале је у свом тексту изнела тврдње да игра манкала симболично представља сексуалну активност човека.
У Музеју Афричке уметности у Београду чува се табла која је припадала племену Ашанти и која се може сврстати у контекст плодности. Поље на коме си игра, је смештено у телу лутке плодности Акуабе.

## Називи и варијанте
Назив је класификација или тип игре, а не било која специфична игра. Неке од најпопуларнијих манкала игара (у погледу области дистрибуције, броја играча, турнира и публикација) су:
- Бао – игра се у већини Источне Африке укључујући Кенију, Танзанију, Коморе, Мадагаскар, Малави, као и неке области ДР Конга и Бурундија.[4]
- Гебета (тигрињски: ገበጣ) – игра се у Етиопији и Еритреји (посебно у Тиграју).
- Кала – северноамеричка варијација, најпопуларнија варијанта у Западном свету.
- Омвесо (mweso) – играо се у Уганди, неки играчи и турнири такође у Великој Британији.
- Оваре (awalé, awélé, awari) – Ашанти, али се игра широм света укључујући Европу (Енглеску, Француску, Каталонију, Португалију), где је углавном играју (али не искључиво) исељеници; постоје блиске варијанте у Западној Африци (нпр. Ејо из јорубског народа (Нигерија), Аури (Зеленортска острва) и Вари на Карибима.[5][6][7]

## Историја
Истраживачи сматрају да је игра настала у доба неолита, млађег каменог доба, а неки у чак у доба мезолита, тј. средњег каменог доба. По једном мишљењу играчка је у почетку била ритуални предмет и да је временом изгубила намену и постала само предмет за игру. Са друге стране сматра се да је човек одувек имао потребу за разонодом и да је Манкала одувек служила за игру. Међутим, колико је стара игра нико са сигурношћу не може рећи пошто су археолошки подаци веома ретки. Први археолошки налаз табле пронађен је двадесетих година двадесетог века у Египту, што је довело до претпоставке да је она настала у Африци. Др Стјуарт Свини, енглески археолог који је водио ископавања 1927. године на Кипру пронашао је таблу и датирао је око 2.500. п. н. е. Касније су табле датоване између деветог и другог века п. н. е. пронађене у Египту, Турској, Јордану, Етиопији и Шри Ланки.
Према Музеју афричке уметности у Савани, „археолошки и историјски докази датирају манкалу до 700. године у источној Африци. Древне плоче манкале пронађене су у насељима Аксумита у Матари, Еритреја, и Јеха, Етиопија. Међутим, најстарије плоче манкале пронађене су у Ан Газалу у Јордану у поду неолитске настамбине“ већ од 5.870. до 240. године пре нове ере. Докази о овој игри су такође откривени у Израелу у граду Гедера у ископаном римском купатилу где су откопане грнчарске даске и усеци у стенама који датирају између 2. и 3. века нове ере. Међу осталим раним доказима о игри су фрагменти грнчарске плоче и неколико исечених стена пронађених у областима Аксумита у Матари (у Еритреји) и Јехи (у Етиопији), које археолози датирају између 6. и 7. века нове ере; игру је споменуо Гиоргис из Сегле у свом гишком тексту из 14. века Мистерије неба и земље, где се позива на игру звану каркис, термин који се у гишком користи за гебету (манкалу) и Sant'araz (данашњи сентераж, етиопски шах).
Ова игре је била заступљена у источној Европи. У Естонији је некада била веома популарна (види „Боненшпил”), а исто тако у Босни (где се зове Бан-Бан и данас се свира), Србији и Грчкој („мандоли”, киклади). Два стола за манкалу из раног 18. века налазе се у замку Вајкершајм у јужној Немачкој. У западној Европи, ова игра никада није заживела, али ју је документовао оријенталиста са Оксфордског универзитета Томас Хајд.
Историчари су пронашли доказе о Манкали у робовским заједницама у Америци. Игру су у Америку донели поробљени Африканци током трансатлантске трговине робљем. Игру су играли поробљени Африканци да би подстакли заједницу и развили друштвене вештине. Археолози су пронашли доказе о овој игри у Нешвилу, у Тенесију, на плантажи Ермитаж.
Недавне студије правила манкале дале су увид у дистрибуцију манкале. Ова дистрибуција је повезана са миграционим рутама, које могу да обухватају неколико стотина година.

## Етимологија
Реч манкала (арап. مِنْقَلَة) је именица за алат изведена из арапског корена naqala (ن-ق-ل) што значи „кретати се“.

## Психологија
Као и друге друштвене игре, манкала игре су довеле до психолошких студија. Речицки је проучавао когнитивне процесе које користе играчи авале. Фернанд Гобет је недавно симулирао неке од Речицкијевих резултата о меморији и решавању проблема са CHREST компјутерским моделом. Де Вут је проучавао психологију играња Баоа.

## Простор и време играња манкале
Манкала се игра само дању, а разлог томе је што је према предању ноћ време када су духови, преци и божанства активни, а не људи. Верује се да играње ноћу узнемирава духове. Време када се игра највише манкала је током лета, у доба великих суша. Игра се под ведрим небом: на трговима, у селима, испод дрвета у двориштима кућа, на пољима и ливадама, на пашњацима или на оближњим брежуљцима. Ако је игра повезана са ритуалним свечаностима онда се одвија у затвореним просторима.
Често се јавља као традиционални симбол у политичком животу афричких држава. У неким народима, као што је народ Кпелие из Малија ову игру су играли само припадници старешина и њихови синови.

## У популарној култури
Манкала се помиње у филму  I Heart Huckabees и користи се као мини игра у онлајн игрици Клуб пингвин за више играча. Такође је једна од игара представљених у Нинтендовом Clubhouse Games: 51 Worldwide Classics. Манкала је такође коришћена као мини игра као део авантуре на острву „Набути“ на Поптропици. Манкала се такође појављује у етиопској видео игрици Гебета из 2019. коју је издала компанија Кене Технолоџи. Манкала је такође представљена у апликацији GamePigeon за iOS уређаје, која омогућава корисницима да играју игре са својим контактима преко iMessage.